# 浙江省回浦中学
浙江省回浦中学位于浙江省临海市学浦路1号，创建于1912年，前身为“私立回浦高等小学校”，命名自临海古县名“回浦”，当地人一般称之为“二中”，源自回浦中学曾名为临海二中。

## 回浦历史

### 中華民國
- 1912年，项士元、卓荦、章超、林宪章、许君祥等人在临海创建“临海私立高等小学校”。
- 1913年正月，陆翰文接办校务，并改校名为“临海私立回浦高等小学校”。
- 1923年，学校添办初等小学，同时创办台州第一所幼稚园。
- 1924年增办初中，并改名为“临海私立回浦学校”。
- 1929年，更名为“临海私立回浦初级中学”。
- 1938年2月，在临海西乡黄沙设立“回浦学校黄沙分校”。
- 1939年增办高中，改名为“临海私立回浦中学”。
- 1941年，创建东乡上沙分校（现今之大田中学）

### 中华人民共和国
- 1950年，上沙分校迁址下沙屠村。
- 1952年，小学部改为公立回浦小学，与本校脱钩；同年，上沙分校易为临东初级中学，单独建制。
- 1956年改制为公立，称“临海第二中学”。
- 1967年3月，校名改为东方红中学。
- 1973年5月26日，复名临海第二中学。
- 1985年恢复校名为“回浦中学”。
- 1994年增设“临海市外国语学校”。
- 1997年被浙江省教育委员会确定为省级特色中学。
- 1999年7月，初、高中实行分离，初中部整体转移，分别成立回浦实验中学和临海市外国语学校。
- 1999年11月，回浦中学实行整体搬迁，迁建工程被列为浙江省9761重点建设工程项目。
- 2002年9月，新校园于投入使用，并在新校园举行建校90周年庆祝大会。
- 2003年1月，被浙江省教育厅核准为浙江省二级重点普通中学。
- 2003年11月，临海市人民政府批准建立以回浦中学为龙头，临海市外国语学校、回浦实验中学为成员的回浦教育集团。
- 2003年12月，回浦中学被浙江省教育厅确认为浙江省一级重点普通中学。
- 2010年，回浦中学与杭州师范大学附属中学、慈溪实验高级中学、舟山南海实验中学共同建立“浙江省四校联合体”。

## 回浦领导
1. 校长、党委书记，李小冬，主持回浦教育集团全面工作。
2. 党委副书记，徐培舜，分管党务工作。
3. 党委委员、纪委书记、常务副校长，郎伯能，负责回浦中学日常工作。
4. 副校长，包建新，分管教科研工作，兼高二年管会主任。
5. 副校长，徐小凯，分管教学工作，兼教务处主任，兼高三年管会主任。
6. 副校长，杨广君，分管德育工作，兼高一年管会主任。
7. 副校长，王卫兴，兼临海市外国语学校常务副校长。
8. 副校长，蒋贤俊，分管体育工作。
9. 教务处副主任，毛时棉，兼高二年管会常务副主任。
10. 教务处副主任，吴兰建，兼高三年管会副主任。
11. 教务处副主任，黄汝平
12. 教务处副主任，毕爱华，兼高一年管会副主任。
13. 德育处主任，朱朝信，主持德育处全面工作。
14. 德育处副主任，杨梦龙，兼高二年管会副主任、宿管会主任。
15. 德育处副主任，占余岳，兼高三年管会常务副主任，实验中心主任。
16. 德育处副主任，陈永进
17. 德育处副主任，金云龙，兼高一年管会副主任。
18. 发展规划处主任，叶君益，负责学校总体发展规划工作。
19. 课程改革处主任，陈永进，负责学校新课程建设工作。
20. 教科室主任，王明山，主持教科室全面工作。
21. 团委书记，金少骁
22. 总务处主任，杨周楚，主持总务处全面工作。
23. 工会主席，林文佳，分管工会工作。
24. 工会副主席，屈吕多

## 回浦校友

### 中国科学院院士
1. 蒋民华（1935.8.16—2011.5.6），临海人，晶体材料学家，2001当选中国科学院院士，原山东大学副校长
2. 洪孟民（1931.1.1－2012.11.13），临海人，植物分子遗传学家，1991年当选为中国科学院院士（时称学部委员）

### 中国工程院院士
1. 金庆焕（1934.10.25－  ），临海人，地质学家，1997年当选中国工程院院士。

### 其他
1. 王家扬（1918—  ），原浙江省副省长、政协主席，现任中国国际茶文化研究会会长。
2. 张春园（1938—  ），临海人，原中华人民共和国水利部副部长。
3. 秦龙（1904—1932），临海人，原红十三军政治部副主任。
4. 林炯（1900—1937），临海城西人。原中共满洲省委书记，后在苏联“肃反”扩大化中被捕枉死狱中。
5. 陆宝荪（1937—   ），临海人，台湾“海军中将”，原台湾驻荷兰、印尼代表处特任代表，原台湾中正理工学院院长。
6. 陈良（1896-1971），临海人，历任中华民国上海市市长、交通部部长。
7. 朱虚之（1912—2000），临海人，原中国人民解放军空军司令部副参谋长、少将。
8. 杨志泛(1932—1989)，临海城关人，原上海市委常委、上海警备区政委、少将。
9. 茅临生（1954.1—   ），浙江天台人，原浙江省副省长，现任浙江省人大常委会副主任。
10. 毕修勺（1902—1992），浙江临海人，著名翻译家。
11. 洪昌仕（1934.11—    ），浙江台州人，湖泊研究专家、中国科学院南京地理与湖泊研究所教授、研究员
12. 余金治，中国管理科学研究院终身研究员、世界华人文化研究中心首席专家、世界教科文组织专家成员

## 回浦校训
信、爱、勤、勇
信：实践不欺
爱：乐群知本
勤：有恒耐苦
勇：知耻敢为
【注】校训原载于1917年7月第一期《回浦学校-本校历年大事记》：民国4年（1915年）正月，定校训为“信、爱、勤、勇”四字；校训的诠释，根据现有资料，始见于1948年10月1日、12月1日复刊第五期、第七期《回浦潮-努力、用功、守校规》